# Parlamentsvalget i Slovakiet 2020
Parlamentsvalget i Slovakiet 2020 blev afholdt 29. februar 2020. Det skulle vælges 150 medlemmer til Nationalrådet i Slovakiet.
Anti-korruptionslisten ledet af bevægelsen Almindelige Mennesker og Uafhængige Personligheder (OĽaNO) fik den største gruppe i parlamentet med 53 mandater. Den regerende koalition bestående af Retning – Socialdemokrati (SMER–SD), Slovakisk Nationalparti (SNS) og Most–Híd (MH), ledet af premierminister Peter Pellegrini fra SMER–SD fik kun 38 mandater, og både SNS og MH mistede helt deres deres parlamentariske repræsentation. Det var første gang siden valget i 2006, at SMER–SD ikke blev det største parti.
Da intet parti eller valgkoalition havde flertal, var der brug for en koalitionsregering. 13. marts meddelte Matovič, at han havde indgået en aftale om en regeringskoalition med Vi er famile (SR), Frihed og Solidaritet (SaS) og For Folket (ZĽ), omend de ikke var blevet enige om et fælles regeringsprogram. 21. marts udnævnte præsident Zuzana Čaputová Matovičs regering.

## Baggrund
SMER-SD blev det største parti ved valget i 2016 og dannede en koalitionsregering med det nationalkonservative Slovakisk Nationalparti, det interetniske (ungarsk-slovakisk) Most–Híd og det liberal-konservative #Netværk. Den siddende premierminister Robert Fico forblev i embedet.
Valgperioden var præget af en række korruptionsskandaler, voksende politiske og samfundsmæssige spændinger og en stigning i populariteten af politisk ekstremisme, hvilket førte til et gradvist fald i regeringens popularitet. I marts 2018 overtog Peter Pellegrini premierministerembedet efter Robert Ficos tilbagetræden som følge af massive protester mod regeringen udløst af mordet på journalisten Ján Kuciak.
Oppositionens kandidat Zuzana Čaputová vandt præsidentvalget i 2019 med 17 % foran SMER-SD's kandidat Maroš Šefčovič i anden valgrunde. Europa-Parlamentsvalget 2019 i Slovakiet blev afholdt den 25. maj 2019. Med en valgdeltagelse på 22,7 % blev valget vundet af den liberale koalition PS–SPOLU (20,1 %), efterfulgt af SMER–SD (15,7 %).

## Valgsystem
De 150 medlemmer af Nationalrådet blev valgt ved forholdstalsvalg i en enkelt landsdækkende valgkreds med en spærregrænse på 5 % for enkelte partier, 7 % for koalitioner med to eller tre partier og 10 % for koalitioner med fire eller flere partier. Vælgerne kunne give op til fire personlige stemmer til deres foretrukne kandidat eller kandidater på listen for det parti, som de stemte på.
Valgretsalderen var 18 år og Valgbarhedsalderen 21 år.

## Politiske partier
Tabellen nedenfor viser lister valgt ved valget i 2016, grupper genvalgt i 2020 og ny gruppe (ZĽ) valgt ved valget i 2020.
| Liste                  | Liste   | Parti(er) | Leder            | Ideologi                      | Forrige valg       | Forrige valg       | Mandater før valget | Mandater før valget | Status          |
| Liste                  | Liste   | Parti(er) | Leder            | Ideologi                      | Stemmer (%)        | Mandater           | Mandater før valget | Mandater før valget | Status          |
| ---------------------- | ------- | --- | ---------------- | ----------------------------- | ------------------ | ------------------ | ------------------- | ------------------- | --------------- |
|                        | SMER–SD | Retning – Socialdemokrati (SMER–SD) | Peter Pellegrini | Venstrefløj nationalisme      | 28,28              | 49 / 150           | 48 / 150            | 48 / 150            | Regering        |
|                        | SaS     | Frihed og Solidaritet (SaS) Borgerligt Konservativt Parti (OKS)                                                                               | Richard Sulík    | Konservativ liberalisme       | 12,10              | 21 / 150           | 11 / 150            | 11 / 150            | Opposition      |
|                        | OĽaNO   | Almindelige Mennesker og Uafhængige Personligheder (OĽaNO) Kristelig Union (KÚ) Nyt flertal (NOVA) Ændring nedefra (ZZ)                       | Igor Matovič     | Liberalkonservatisme          | 11,03              | 19 / 150           | 10 / 150            | 10 / 150            | Opposition      |
|                        | SNS     | Slovakisk Nationalparti (SNS) | Andrej Danko     | Nationalkonservatisme         | 8,64               | 15 / 150           | 16 / 150            | 16 / 150            | Regering        |
|                        | ĽSNS    | Folkepartiet Vores Slovakiet (ĽSNS) Kristendemokrati - liv og velstand (KDŽP) National Koalition (NK) Direkte demokrati (PD) Fint hjemme (DD) | Marian Kotleba   | Nynazisme                     | 8,04               | 14 / 150           | 10 / 150            | 10 / 150            | Opposition      |
|                        | SR      | Vi er familie (SR) | Boris Kollár     | Højrepopulisme                | 6,63               | 11 / 150           | 9 / 150             | 9 / 150             | Opposition      |
|                        | MH      | Most–Híd (MH) | Árpád Érsek      | Ungarske mindretalsinteresser | 6,50               | 11 / 150           | 10 / 150            | 10 / 150            | Regering        |
|                        | #SIEŤ   | #Netværk (#SIEŤ) | Ivan Zuzula      | Liberalkonservatisme          | 5,61               | 10 / 150           | 0 / 150             | [ c ]               | Regering (2016) |
| Opposition (2016–2020) | #SIEŤ   | #Netværk (#SIEŤ) | Ivan Zuzula      | Liberalkonservatisme          | 5,61               | 10 / 150           | 0 / 150             | [ c ]               |                 |
|                        | ZĽ      | For Folket | Andrej Kiska     | Liberalkonservatisme          | Nyt parti fra 2019 | Nyt parti fra 2019 | Nyt parti fra 2019  | Nyt parti fra 2019  |                 |

## Valgresultat
Den regerende koalition bestående af Retning – Socialdemokrati (Smer–SD), Slovakisk Nationalparti (SNS) og Most–Híd, ledet af premierminister Peter Pellegrini fra Smer–SD, blev besejret af anti-korruptionsbevægelsen Almindelige Mennesker og Uafhængige Personligheder ledet af Igor Matovič. Men da intet parti eller valgkoalition opnåede et absolut flertal, var en koalition påkrævet for at danne en regering efter valget.
Dette valg var også det første siden 2006, hvor Smer–SD ikke blev det største parti i Nationalrådet. Det var også første gang, at intet parti, der repræsenterede det ungarske mindretal, blev valgt. Koalitionen af Progressive Slovakiet og Sammen nåede ikke over spærregrænsen på 7 % for to-partikoalitioner idet de kun fik 926 stemmer, hvilket overraskende analytikere, da de havde været flere procentpoint over den spærregrænsen i meningsmålinger helt op til valget, og de var også over spærregrænsen i exit polls på valgdagen. Koalitionen indgav en valgklage til forfatningsdomstolen 12. marts for at få en gentælling, selv om de ikke havde forventning om, at det ville ændre resultaterne væsentligt, og gjorde det kun for at fjerne tvivl om den demokratiske proces.  I alt blev 820.411 stemmer afgivet på lister som ikke kom over spærregrænsen, hvilket var 28,47 % af alle gyldige stemmer.
| Parti                                              | Parti                                                                                             | Stemmer   | %      | +/–    | Mandater | +/– |
| -------------------------------------------------- | ------------------------------------------------------------------------------------------------- | --------- | ------ | ------ | -------- | --- |
|                                                    | Almindelige Mennesker og Uafhængige Personligheder–NOVA–Kristelig Union (KÚ)–Ændring nedefra (ZZ) | 721.166   | 25,03  | +14.00 | 53       | +34 |
|                                                    | Retning – Socialdemokrati                                                                         | 527.172   | 18,29  | –9.99  | 38       | –11 |
|                                                    | Vi er familie (SR)                                                                                | 237.531   | 8,24   | +1.61  | 17       | +6  |
|                                                    | Folkepartiet Vores Slovakiet (ĽSNS)                                                               | 229.660   | 7,97   | –0.07  | 17       | +3  |
|                                                    | Koalitionen af Progressive Slovakiet og Sammen – Borgerligt Demokrati                             | 200.780   | 6,97   | Ny     | 0        | Ny  |
|                                                    | Frihed og Solidaritet (SaS)                                                                       | 179.246   | 6,22   | –5.88  | 13       | –8  |
|                                                    | For Folket (ZĽ)                                                                                   | 166.325   | 5,77   | Ny     | 12       | Ny  |
|                                                    | Kristendemokratisk Bevægelse (KDH)                                                                | 134.099   | 4,65   | –0.29  | 0        | 0   |
|                                                    | Alliance (Slovakisk politisk parti)                                                               | 112.662   | 3,91   | –0.14  | 0        | 0   |
|                                                    | Slovakisk Nationalparti (SNS)                                                                     | 91.171    | 3,16   | –5.48  | 0        | –15 |
|                                                    | Godt Valg                                                                                         | 88.220    | 3,06   | Ny     | 0        | Ny  |
|                                                    | Hjemlandet                                                                                        | 84.507    | 2,93   | Ny     | 0        | Ny  |
|                                                    | Bro (MH)                                                                                          | 59.174    | 2,05   | –4.45  | 0        | –11 |
|                                                    | Socialisti.sk                                                                                     | 15.925    | 0,55   | Ny     | 0        | Ny  |
|                                                    | Vi har fået nok!                                                                                  | 9.260     | 0,32   | Ny     | 0        | Ny  |
|                                                    | Andrej Hlinkas slovakiske folkeparti                                                              | 8.191     | 0,28   | Ny     | 0        | Ny  |
|                                                    | Demokratsk Parti                                                                                  | 4.194     | 0,15   | +0.07  | 0        | 0   |
|                                                    | SOLIDARITA - Bevægelsen for arbejdende fattige                                                    | 3.296     | 0,11   | Ny     | 0        | Ny  |
|                                                    | Borgmestre og uafhængige kandidater                                                               | 2.018     | 0,07   | Ny     | 0        | Ny  |
|                                                    | Slovakisk vækkelsesbevægelse                                                                      | 1.966     | 0,07   | Ny     | 0        | Ny  |
|                                                    | Folkets Stemme                                                                                    | 1.887     | 0,07   | Ny     | 0        | Ny  |
|                                                    | Arbejde for den slovakiske nation                                                                 | 1.261     | 0,04   | Ny     | 0        | Ny  |
|                                                    | 99 % – borgernes stemme                                                                           | 991       | 0,03   | Ny     | 0        | Ny  |
|                                                    | Slovakisk Liga                                                                                    | 809       | 0,03   | Ny     | 0        | Ny  |
| I alt                                              | I alt                                                                                             | 2.881.511 | 100,00 | –      | 150      | 0   |
|                                                    |                                                                                                   |           |        |        |          |     |
| Gyldige stemmer                                    | Gyldige stemmer                                                                                   | 2.881.511 | 98,88  |        |          |     |
| Ugyldige/blanke stemmer                            | Ugyldige/blanke stemmer                                                                           | 32.698    | 1,12   |        |          |     |
| Stemmer i alt                                      | Stemmer i alt                                                                                     | 2.914.209 | 100,00 |        |          |     |
| Stemmeberettigede/valgdeltagelse                   | Stemmeberettigede/valgdeltagelse                                                                  | 4.432.419 | 65,75  |        |          |     |
| Kilde: Den Slovakiske Republiks Statistiske Kontor |                                                                                                   |           |        |        |          |     |

## Regeringsdannelse
4. marts fik Matovič til opgave af Den Slovakiske Republiks præsident, Zuzana Čaputová at danne en ny regering. 13. marts meddelte Matovič, at han havde indgået en aftale om en regeringskoalition med Vi er famile, Frihed og Solidaritet og For Folket, selvom de ikke var blevet enige om et fælles regeringsprogram. Han afslørede ikke sine valg til den nye regering, men sagde, at hans bevægelse ville beholde finansministeriet, og Richard Sulík, lederen af Frihed og Solidaritet, ville få økonomiministeriet.